# Scutopus
Scutopus es un género de moluscos caudofoveados de la familia Scutopodidae.

## Especies
Se reconocen las siguientes especies:
- Scutopus chilensis
- Scutopus megaradulatus
- Scutopus robustus
- Scutopus ventrolineatus